# Lilioceris lilii
Espèce
Le criocère du lis (Lilioceris lilii) est une petite espèce d'insectes coléoptères de la famille des Chrysomelidae qui est originaire d'Europe et d'Asie. Il a été introduit en Amérique du Nord.
Cet insecte pouvant atteindre de 6 à 9 mm de long et considéré comme « nuisible » quand il pullule.
Il vit dans les endroits relativement humides des régions tempérées.

## Description
Sa livrée est rouge vif, les pattes et antennes sont noires.

La tête est assez étroite au niveau du pronotum, mais nettement évasée à hauteur des yeux.

Le pronotum est cylindrique, aux extrémités fort évasées.

L'abdomen est discrètement caché sous les élytres grossièrement ponctués.

La face ventrale est noire. La griffe centrale située à l'extrémité de la patte est particulièrement longue et arquée à son extrémité.

## Cycles

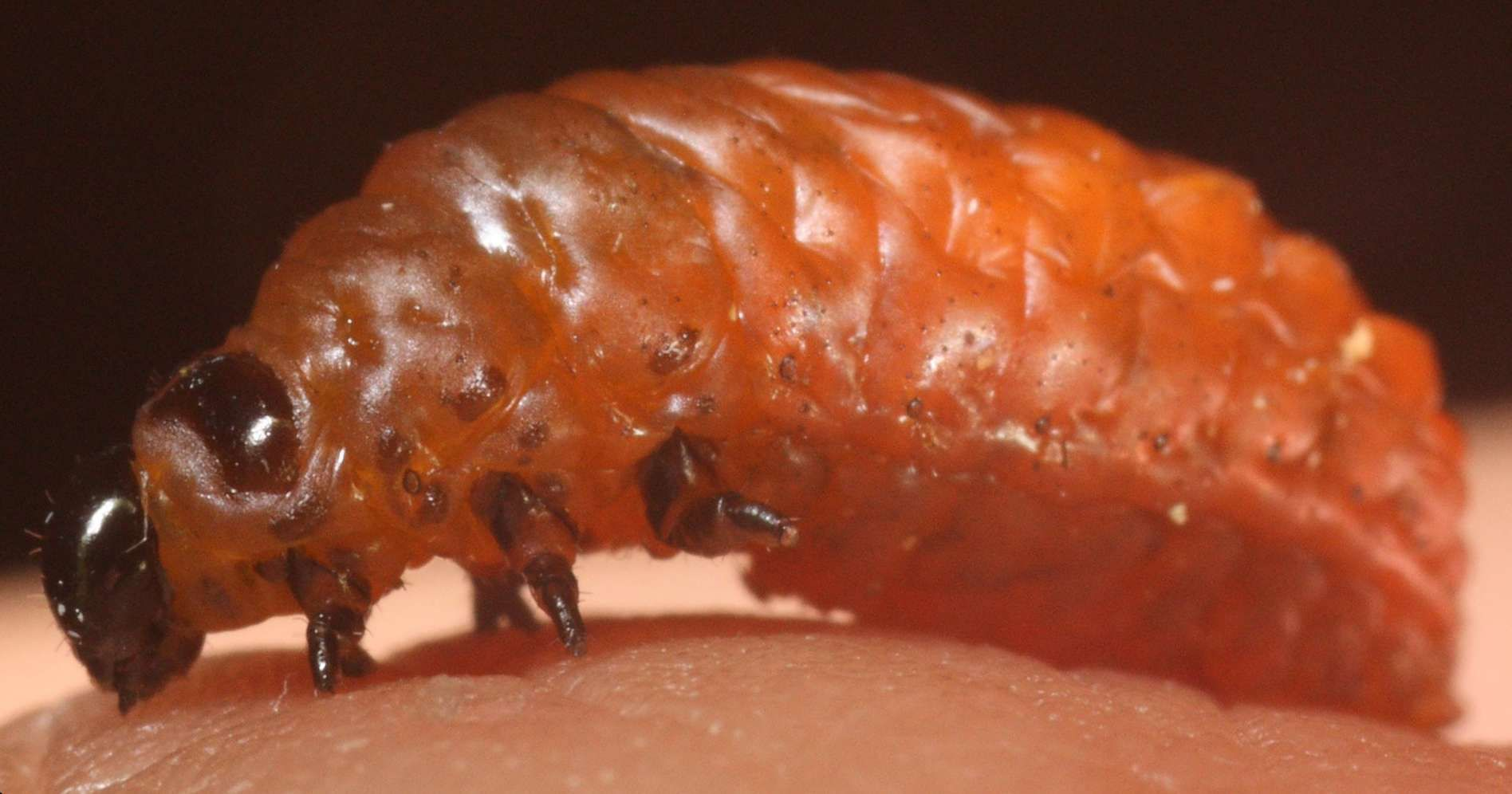
Larve.

La femelle peut pondre 450 œufs en une saison, dissimulés - par groupe de 12 - le long de la nervure médiane au revers de la feuille de la plante hôte. L’éclosion survient 6 jours plus tard.
Les jeunes larves se couvrent, collectivement, puis individuellement de leurs excréments.
Ce n'est que quelques stades plus tard que la larve ressemblera à une chenille ventrue rose orangé.
Vingt-quatre jours plus tard, la larve s’enfouit dans le sol pour entamer le stade pupal, dans un cocon composé de salive et de granules de terre.
Pour passer l’hiver, l’adulte se tapit dans le sol, ou dans un endroit frais, humide et sombre. Il en émergera au printemps suivant.

## Mécanismes de défense

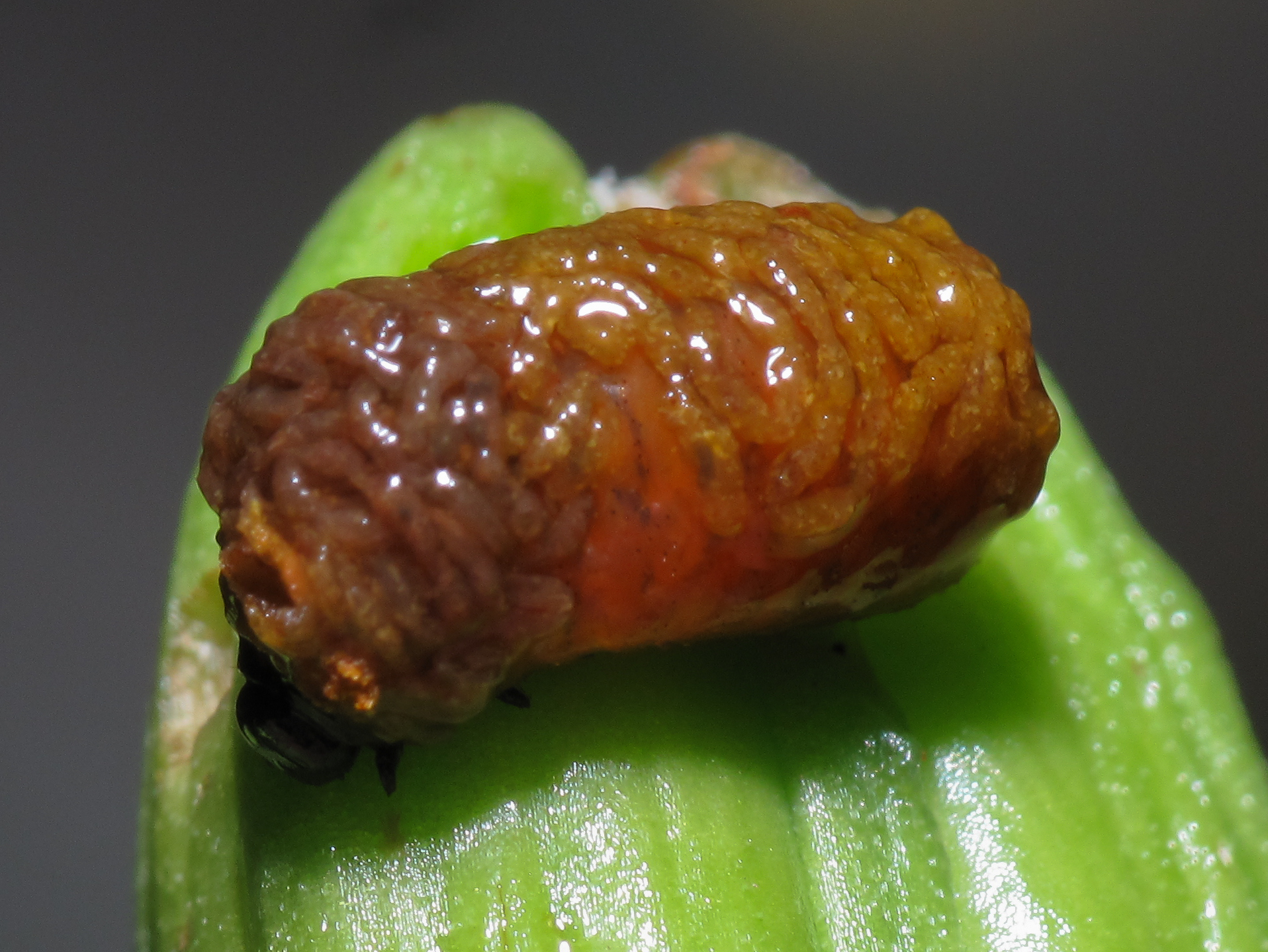
Les larves de Lilioceris lilii s'enveloppent d'un mélange d'excréments, d'exuvies et de mucus translucide, dont les fonctions sont encore mal cernées. On ignore s'il s'agit d'un moyen de se protéger des prédateurs et/ou si ce manteau a également d'autres fonctions biologiques ou écologiques ayant pu être sélectionnées par sélection naturelle au cours de l'évolution de ces familles.

Comme chez de nombreuses autres espèces de coléoptères, des glandes de la défense exocrine existent chez les adultes (Criocerinae, Chrysomelinae, Galerucinae et Alticinae).
En outre la larve dispose de moyens particuliers et originaux de protection, décrits ci-dessous :

### Rôle du bouclier fécal
À leur premier stade de développement, les larves se couvrent instinctivement d'un bouclier d’excréments et de mucus, comme d'autres espèces de la même famille (Chrysomelidae: Cassidinae) (ex : Plagiometriona flavescens (Boheman, 1855) et Stolas chalybea (Germar, 1824).
Après l'éclosion, les larves de Lilioceris lilii rongent l’épiderme inférieur des feuilles, en laissant l’épiderme supérieur, ce qui rend leur détection difficile. Rapidement, elles se donnent l'apparence d'un long excrément enroulé et mouillé et brillant de surcroît. Il s’agit en fait de larves qui se regroupent afin de se protéger des prédateurs. Les chercheurs ont émis l'hypothèse que ce comportement pourrait aussi les protéger de la déshydratation et des ultraviolets du soleil. Selon les travaux scientifiques disponibles (au vu des taux de survies de larves débarrassées de leur bouclier, en présence ou non de prédateurs naturels), ils ont aussi émis l'hypothèse que la protection n'est pas physique, mais chimique. Il semble que ce bouclier fécal (en) ne soit pas utilisé comme camouflage, mais ait plutôt une fonction aposématique (dissuasion contre les prédateurs).
Le mucus sécrété par la larve semble aussi contenir des substances antibiotiques et notamment antifongiques puissantes, car il n'est attaqué ni par les champignons ni par les bactéries abondamment présents dans l'environnement des larves. Ces substances antibiotiques pourraient être des huiles essentielles provenant de la plante-hôte elle-même, comme cela a été démontré chez Eurypedus nigrosignata, qui utilise ainsi dans son manteau d'excréments des huiles essentielles de Cordia curassavica, sa plante-hôte : ces huiles sont notamment un répulsif efficace contre la fourmi Myrmica rubra qui est l'un des prédateurs potentiel des larves.

## Alimentation
Les adultes, comme les larves, se nourrissent surtout de liliacées pourvues de petites feuilles, dont les lis (d’au moins 30 espèces), les fritillaires cultivées (5 espèces) et les sceaux de Salomon, mais ils rejettent les hémérocalles.

## Comportement
L'imago vole rapidement et il sait très bien se dissimuler, au besoin en se laissant tomber dans la végétation.

Il peut striduler bruyamment pour effrayer un prédateur.

## Espèce«invasive»
Lilioceris lilii semble originaire d'Asie (Berti et Rapilly, 1976).
Ce coléoptère est considéré comme une espèce nuisible et/ou potentiellement invasive en Amérique du Nord où elle a été aperçue pour la première fois au Canada, près de Montréal en 1943, avant d'être peu à peu retrouvée dans plusieurs États américains. Cette espèce peut y menacer certaines cultures et certaines plantes ornementales de jardins.
Depuis son introduction en Amérique, elle fait des ravages dans les collections de lys cultivés (avec des défoliations complètes de plantes non observées en Europe) ; ainsi, dans le jardin botanique de Waverly, en Nouvelle-Écosse, elle semble être à l'origine d'un effondrement du nombre d’espèces de liliacées (passé de cinquante espèces en 1996 à une seule espèce en 2006). Elle peut aussi s'attaquer aux lys indigènes (Liliaceae) d'Amérique du Nord (Livingston, 1996).
Cette espèce semble avoir profité de la mondialisation du commerce et des transports et peut-être des échanges de lys de collections par les jardiniers et jardins botaniques.

Elle est trouvée depuis les années 1960 à 2000 dans toute l'Eurasie, de la Sibérie au Maroc et du Royaume-Uni à la Chine (Labeyrie 1963; Lu et Casagrande, 1998), et on peut supposer que sa nouvelle aire de vie va encore s'étendre au moins en Amérique du Nord.

## Moyens de contrôle
On ne connaît pas encore (en 2010) de moyen totalement efficace pour contrôler le criocère du lis dans les plantations horticoles de lys.
- Les insecticides : ceux à base de malathion et carbaryl ont d'abord été utilisés, offrant de bons résultats, mais ils sont toxiques et écotoxiques ; notamment pour les abeilles, autres Apidae, les papillons et d'autres insectes dits « utiles » (ou menacés), orientant les traitements chimiques vers le méthoxychlore ou les roténones.
- La lutte biologique : on connaît peu de prédateurs à cet insecte (leur couleur rouge rend peut-être certains prédateurs tels que les oiseaux prudents), mais les larves sont vulnérables à deux parasitoïdes au moins, Lemophagus errabundus et Tetrastichus setifer. 
Les Lemophagus sont (cela a été expérimentalement démontré au début des années 2000 par des bioessais d'olfactométrie) attirés par l'odeur de la larve ou plus exactement par celle de son manteau ou bouclier d'excréments[8],[9]. Elles se montrent également attirées par l'odeur émise par les feuilles de lys attaquées par l'insecte[9]. 
On a aussi montré qu'un comportement de défense de la larve, consistant à évacuer son bol alimentaire par la bouche quand elle est perturbée, inhibe le comportement de ponte des jeunes Lemophagus inexpérimentés, mais non de ceux qui sont plus expérimentés[9].

## Galerie de photos

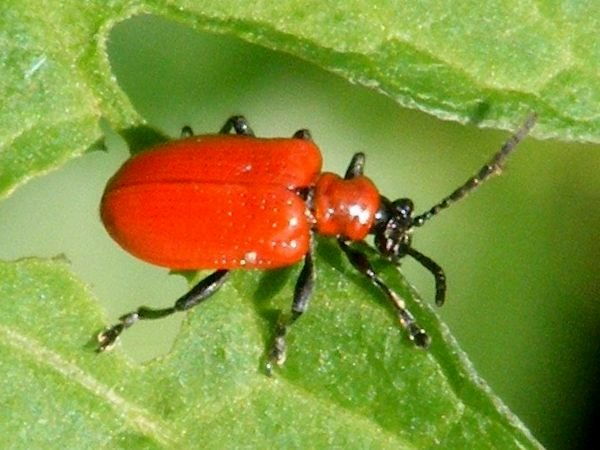
Lilioceris lilii
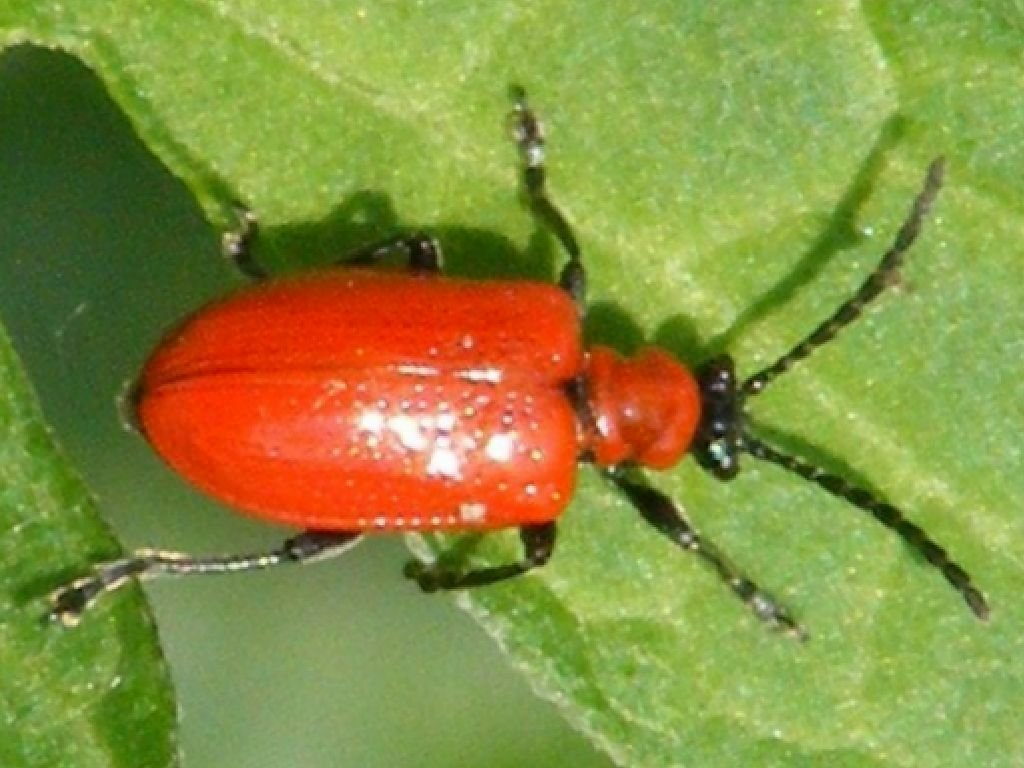
Lilioceris lilii
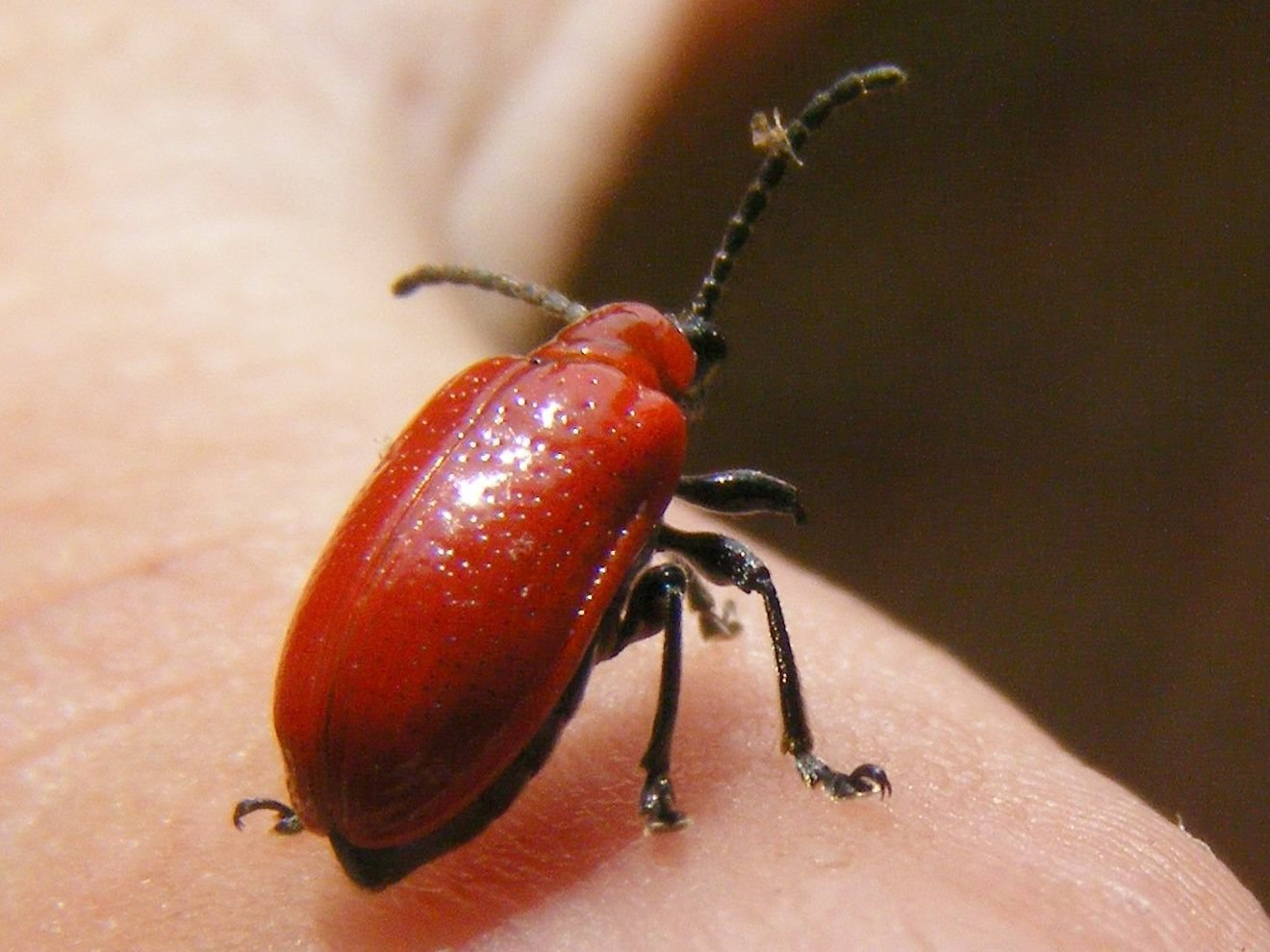
Lilioceris lilii
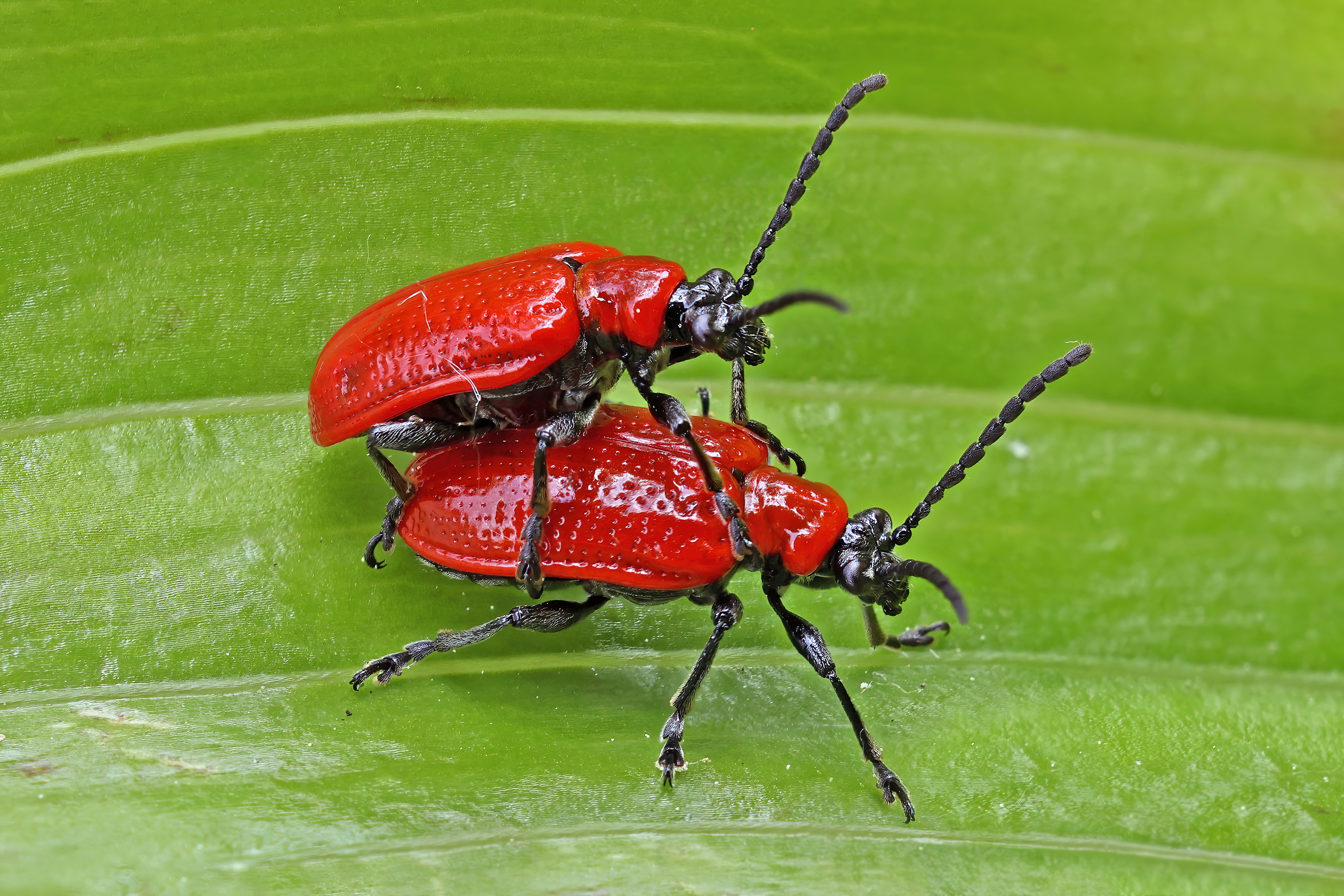
Accouplement de Lilioceris lilii
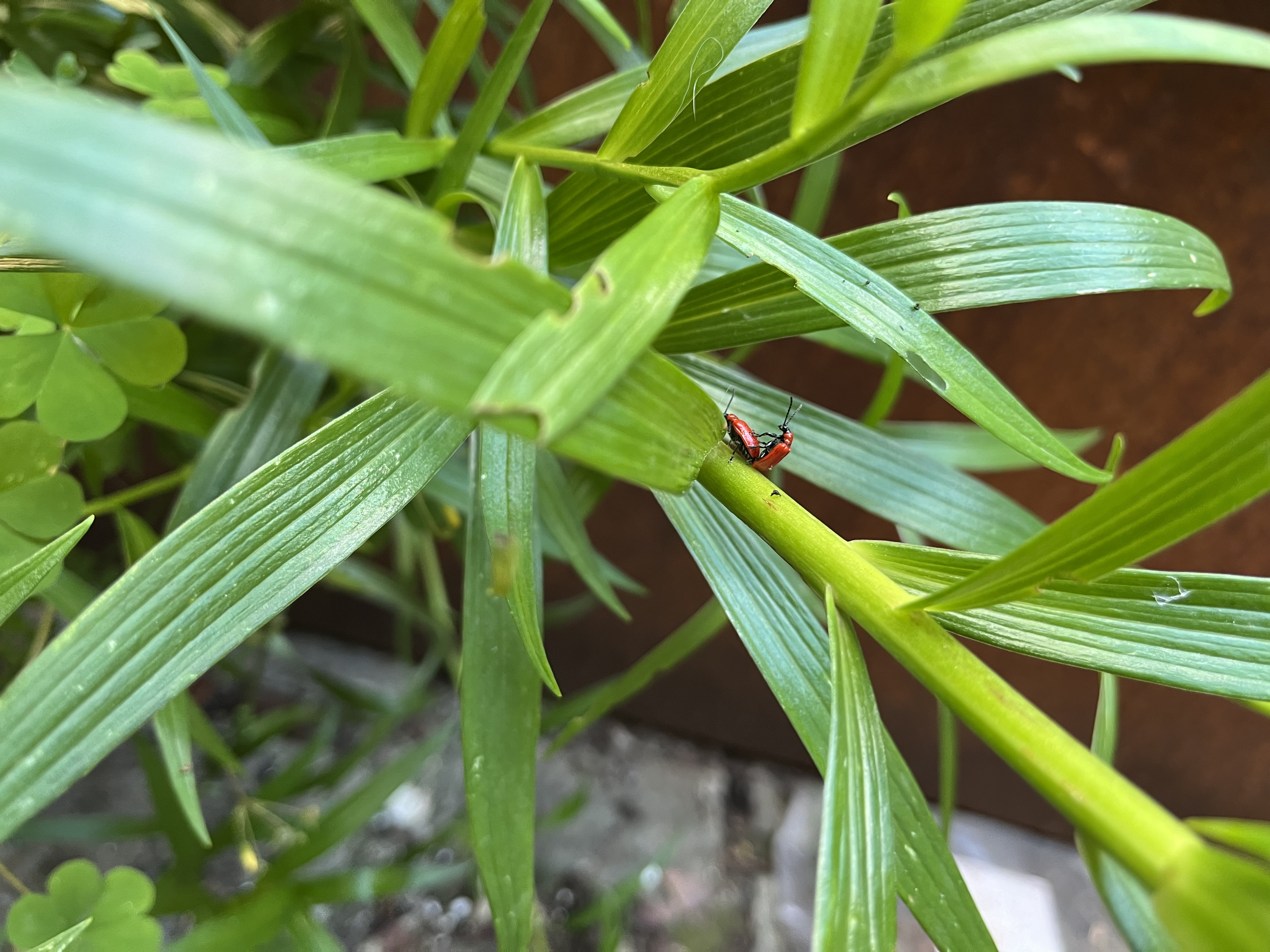
Accouplement de Lilioceris lilii